# Kanteffekt
I ekologi handlar kanteffekter om de förändringar man kan se i artsammansättning vid en gräns mellan två eller fler olika typer av habitat. Både abiotiska och biotiska faktorer påverkar kanteffekterna. Kanteffekter är mest tydliga i själva kanten mellan olika habitat, men påverkar även på avstånd. Vid en övergång från ett habitat till ett annat förändras ljusförhållanden och mikroklimat (temperatur, fuktighet). Kanteffekterna är som störst vid kanten och avtar inåt in i t.ex. ett skogsområde. Små habitat (habitat-fragment) påverkas särskilt eftersom kanteffekter når in från flera håll över större delen av ett litet område.

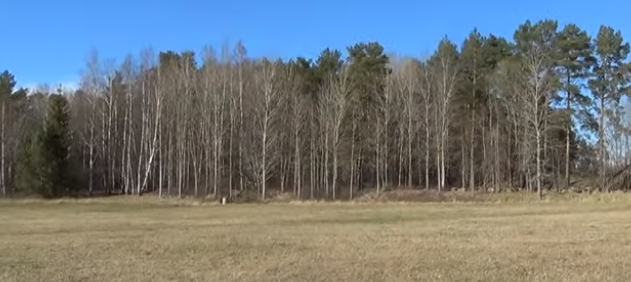
Skogskant vid betesmark. Hågadalen, Uppsala.

Gränsmiljöer kan bidra till biologisk mångfald i övergången mellan två habitat (bryneffekt). Inverkan av kanteffekter kan dock minska den biologiska mångfalden i ett område om kanteffekter förändrar mikroklimatet i ett habitat så att vissa arter missgynnas.
Kanteffekter sammanfattat i tre punkter:
- Abiotisk effekt - förändringar i miljöförhållandena (mikroklimatet) som orsakas av närheten till en annorlunda miljö
- Direkt biologisk effekt — Förändringar i en arts förekomst som orsakas direkt av de abiotiska förhållanden nära kanten
- Indirekt biologisk effekt - Förändringar i arters interaktioner såsom predation, konkurrens, pollinering och fröspridning som orsakas av förändring i någon/några arters förekomst.

## Olika typer av kanter
Ett varierat landskap innebär många naturliga kanter mellan olika habitat. Mänsklig aktivitet skapar kanter genom utveckling av städer (urbanisering), jordbruk och skogsbruk. Här ges några exempel på olika typer av kanter:
- Naturligt avgränsade kanter – exempelvis gräns mellan myr/våtmark och skog.
- Naturligt inducerade kanter – exempelvis kan en störningar som t.ex. brand eller översvämning skapa en ny kant i landskapet som sedan gradvis kommer förändras på grund av ekologisk succession.
- Introducerade kanter - exempelvis kan anläggning av vägar och bebyggelse skapa nya kanter till skogsområden som avverkas för att ge plats för urbanisering
- Skarp kant – när en livsmiljö (habitat) slutar plötsligt och en annan börjar (t.ex. gräns mellan jordbruksmark och skog)
- Bred kant – när övergången mellan två tydliga och definierbara livsmiljöer sker över en längre sträcka/område (övergångsregion).
- Linjär kant - gränsen mellan olika habitat är i stort sett linjär
- Vågig kant – gränsen mellan olika habitat är olinjär.
- Perforerad kant – gränsen mellan olika habitat har luckor där andra habitat finns insprängda.
- Höjdkant - gränsen mellan habitat utgörs av en höjdskillnad

## Biologisk mångfald vid kanter
Miljöförhållandena som råder i kanten gör det  möjligt för vissa arter av växter och djur att kolonisera just vid kanten. Växter som koloniserar kanter är ofta ljuskrävande och tåliga mot torka.
Skogsbetesmarker  har visat sig vara artrika miljöer. Små luckor som öppnas upp i skogen av de betande djuren skapar kanter där ljuskrävande arter kan etablera sig.
Djur som rör sig kan skapa stigar längs kanter. Detta kan leda till större spridning av fröer längs kanter. Ökat ljus som når växter längs kanterna främjar primärproduktionen. Ökad primärproduktion kan öka antalet växtätande insekter, följt av häckande fåglar och så vidare upp i de trofiska nivåerna.

## Negativa kanteffekter
När ett naturligt ekosystem delas upp och området utanför ekosystemets gränser är en störd eller onaturlig yta, kan det naturliga ekosystemet påverkas allvarligt en bit från kanten. Vissa arter är begränsade till habitatet på ena sidan av kanten. Ibland resulterar kanteffekterna i abiotiska och biotiska förhållanden som minskar den naturliga variationen och hotar det ursprungliga ekosystemet. Skadliga kanteffekter innebär att den biologiska mångfalden i ett habitat minskar till följd av effekter från det angränsande områdets miljö. Till exempel kan gödsel från ett jordbruksfält påverka en gränsande skog och förändra livsvillkoren för skogslevande arter på ett sådant sätt att de minskar i överlevnad. 

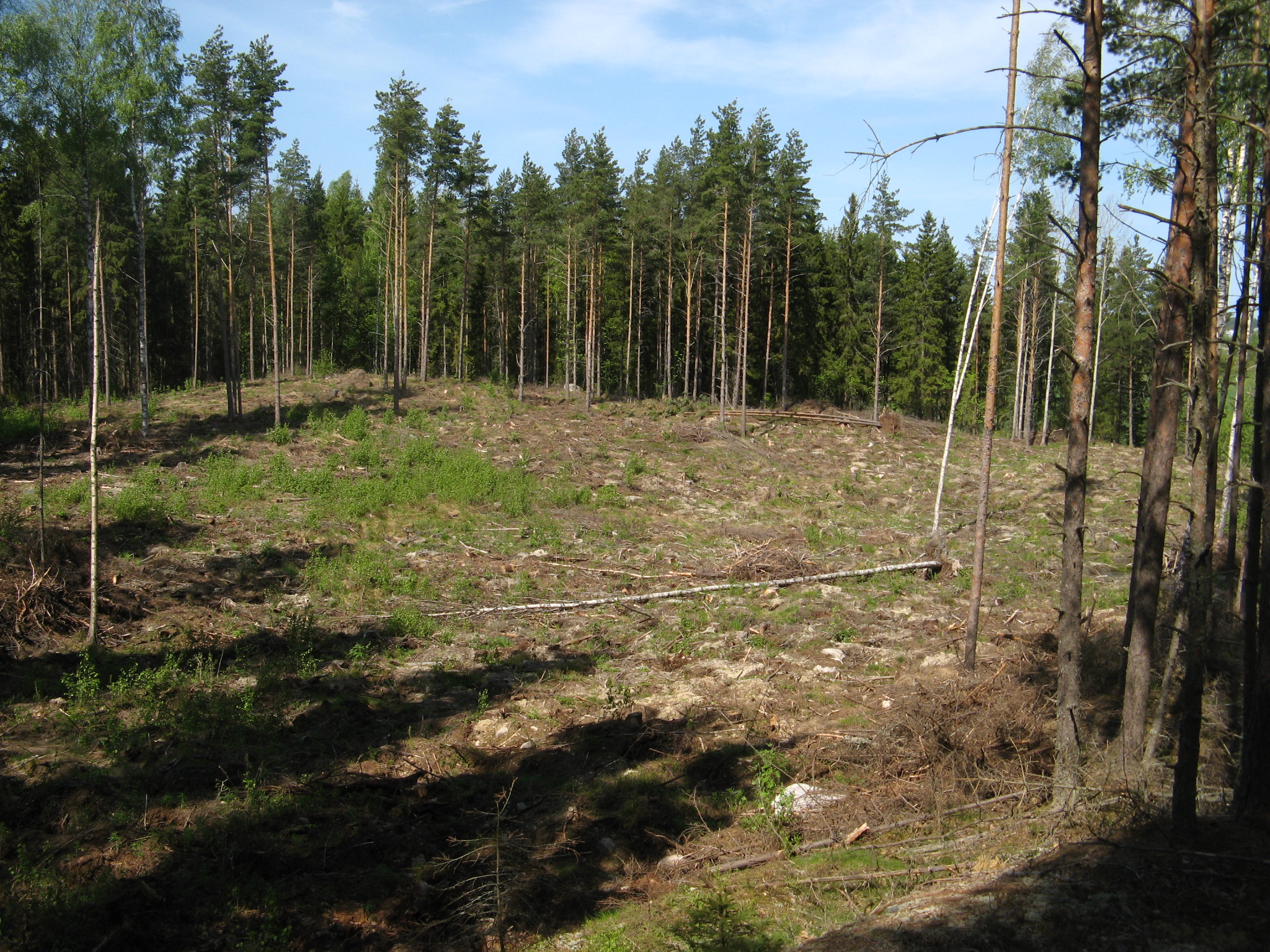
Mindre kalhygge i tallskog i södra Finland. Marken har bearbetats för att underlätta föryngringen.

I en skog som avverkas bildas öppna ytor som gör att solljus och vind i mycket större utsträckning, torkar ut skogsområdet nära kanten. Markfuktighet, ljusintensitet och nivåer av fotosyntetisk aktiv strålning (PAR) förändras i kanterna. Detta gynnar tillväxten av vissa arter medan det missgynnar andra arter. Beroende på vilken art man syftar på kan alltså kanteffekt innebära ökad eller minskad överlevnad.